# Nagroda Augusta

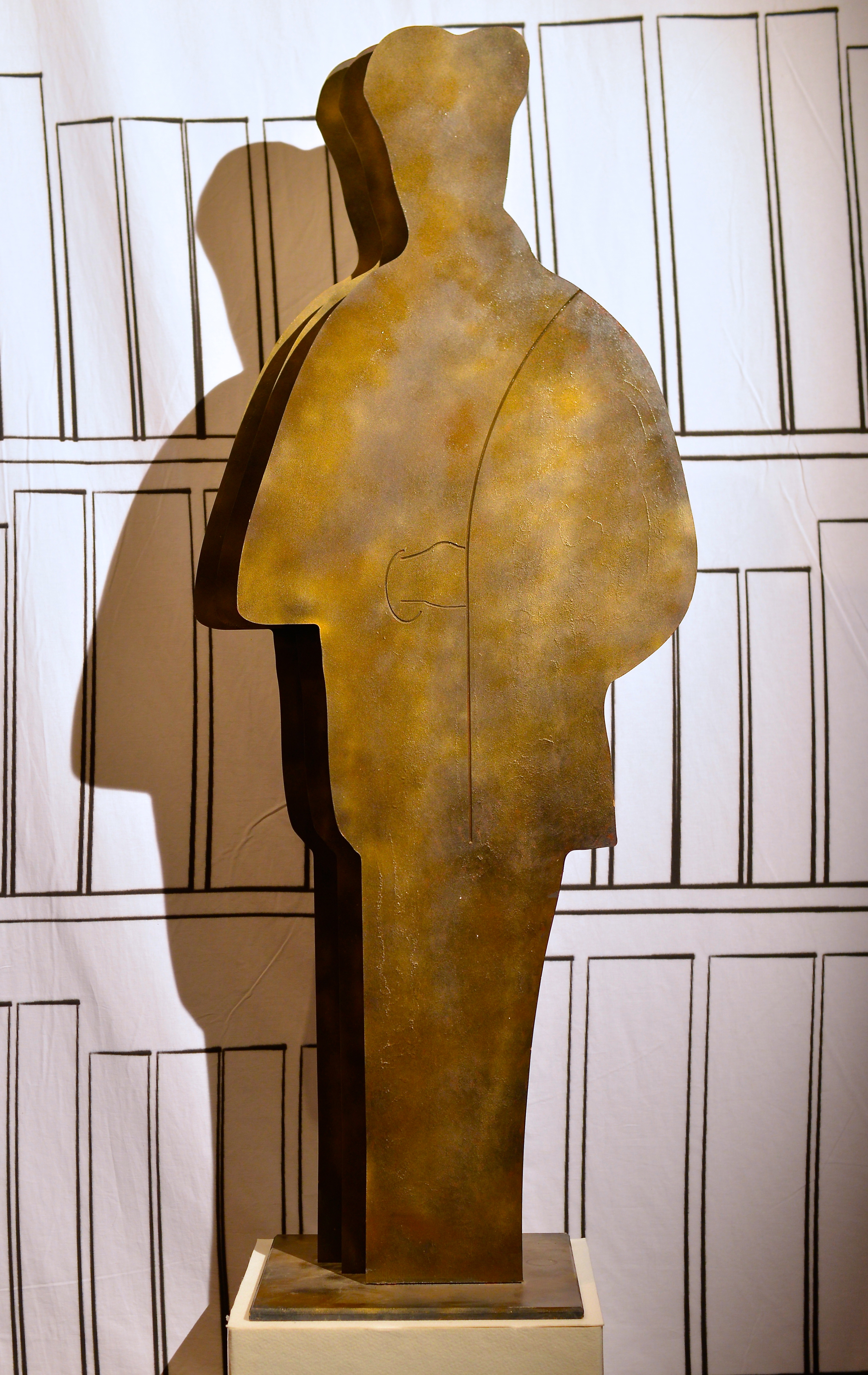
Statuetka Nagrody Augusta

Nagroda Augusta (szw. Augustpriset) – nagroda literacka przyznawana corocznie od 1989 przez Szwedzkie Stowarzyszenie Wydawców (Svenska Förläggareföreningen) dla najlepszych książek wydanych w Szwecji w języku szwedzkim. Wyróżnienie zostało nazwane na cześć Augusta Strindberga. Pomysłodawcą inicjatywy był Per I. Gedin.
Od 1992 wyróżnienie przyznawane jest w 3 kategoriach: literatura piękna, literatura faktu oraz literatura dla dzieci i młodzieży.
Każde szwedzkie wydawnictwo może wysunąć swoje propozycje do nagrody, spośród których 5-osobowe jury, osobne dla każdej z 3 kategorii, wyłania 6 nominowanych do głównej nagrody tytułów książek. Jurorów wyznacza zarząd Szwedzkiego Stowarzyszenia Wydawców. W końcowym etapie konkursu zwycięzcy są wybierani w poszczególnych kategoriach przez 3 zgromadzenia elektorów, po 21 osób każde – reprezentujących wydawców, biblioteki i krytyków literackich.
Nagrodą w każdej kategorii jest brązowa statuetka i 100 000 koron szwedzkich. Statuetka Augusta (Auguststatyetten) została stworzona przez sztokholmskiego artystę-rzeźbiarza Michaela Fare w 1989. Jest to wysoka na 31 cm i ważąca ok. 3 kg odlana w brązie rzeźba, składająca się z 3 spłaszczonych stron z profilem Augusta Strindberga. Poszczególne strony mają symbolizować główne zainteresowania pisarza: alchemię, język i malarstwo.
Nagrody wręczane są późną jesienią na uroczystej gali.

## Laureaci nagrody
Lista laureatów nagrody:
| Rok  | Literatura piękna                                                        | Literatura faktu | Literatura dla dzieci i młodzieży                                                              |
| ---- | ------------------------------------------------------------------------ | --- | ---------------------------------------------------------------------------------------------- |
| 1989 | Cecilia Lindqvist Tecknens rike                                          | – | –                                                                                              |
| 1990 | Lars Ahlin De sotarna! De sotarna!                                       | – | –                                                                                              |
| 1991 | Sven Delblanc Livets Ax                                                  | – | –                                                                                              |
| 1992 | Niklas Rådström Medan tiden tänker på annat                              | Gunnar Broberg i in. Gyllene äpplen                                                                                       | Peter Pohl i Kinna Gieth Jag saknar dig, jag saknar dig!                                       |
| 1993 | Kerstin Ekman Händelser vid vatten                                       | Peter Englund Ofredsår | Mats Wahl Vinterviken                                                                          |
| 1994 | Björn Ranelid Synden                                                     | Leif Jonsson i in. Musiken i Sverige I-IV                                                                                 | Ulf Nilsson Mästaren och de fyra skrivarna                                                     |
| 1995 | Torgny Lindgren Hummelhonung                                             | Maria Flinck Tusen år i trädgården. Från sörmländska herrgårdar och bakgårdar                                             | Rose Lagercrantz Flickan som inte ville kyssas                                                 |
| 1996 | Tomas Tranströmer Sorgegondolen                                          | Maja Hagerman Spåren av kungens män                                                                                       | Ulf Stark i Anna Höglund (ilustracje) Min syster är en ängel                                   |
| 1997 | Majgull Axelsson Aprilhäxan                                              | Sven-Eric Liedman I skuggan av framtiden                                                                                  | Annika Thor Sanning eller konsekvens                                                           |
| 1998 | Göran Tunström Berömda män som varit i Sunne                             | Bengt Jangfeldt Svenska vägar till S:t Petersburg                                                                         | Henning Mankell Resan till världens ände                                                       |
| 1999 | Per Olov Enquist Livläkarens besök                                       | Jan Svartvik Engelska – öspråk, världsspråk, trendspråk                                                                   | Stefan Casta Spelar död                                                                        |
| 2000 | Mikael Niemi Populärmusik från Vittula                                   | Dick Harrison Stora döden                                                                                                 | Pija Lindenbaum Gittan och gråvargarna (pol. Nusia i wilki)                                    |
| 2001 | Torbjörn Flygt Underdog                                                  | Hans Hammarskiöld, Anita Theorell i Per Wästberg Minnets stigar                                                           | Sara Kadefors Sandor slash Ida                                                                 |
| 2002 | Carl-Johan Vallgren Den vidunderliga kärlekens historia                  | Lars-Olof Larsson Gustav Vasa – landsfader eller tyrann?                                                                  | Ulf Nilsson i Anna-Clara Tidholm Adjö, herr Muffin (pol. Żegnaj, Panie Muffinie!)              |
| 2003 | Kerstin Ekman Skraplotter                                                | Nils Uddenberg Idéer om livet                                                                                             | Johanna Thydell I taket lyser stjärnorna                                                       |
| 2004 | Bengt Ohlsson Gregorius                                                  | Sverker Sörlin Världens ordning och Mörkret i människan, Europas idéhistoria                                              | Katarina Kieri Dansar Elias? Nej!                                                              |
| 2005 | Monika Fagerholm Den amerikanska flickan                                 | Lena Einhorn Ninas resa                                                                                                   | Bo R. Holmberg i Katarina Strömgård Eddie Bolander & jag                                       |
| 2006 | Susanna Alakoski Svinalängorna                                           | Cecilia Lindqvist Qin | Per Nilsson Svenne                                                                             |
| 2007 | Carl-Henning Wijkmark Stundande natten                                   | Bengt Jangfeldt Med livet som insats                                                                                      | Sven Nordqvist Var är min syster?(pol. Gdzie jest moja siostra?)                               |
| 2008 | Per Olov Enquist Ett annat liv                                           | Paul Duncan i Bengt Wanselius Regi Bergman                                                                                | Jakob Wegelius Legenden om Sally Jones (pol. Legenda o Sally Jones)                            |
| 2009 | Steve Sem-Sandberg De fattiga i Łódź (pol. Biedni ludzie z miasta Łodzi) | Brutus Östling i Susanne Åkesson Att överleva dagen                                                                       | Ylva Karlsson, Katarina Kuick, Sara Lundberg i Lilian Bäckman Skriv om och om igen             |
| 2010 | Sigrid Combüchen Spill. En damroman                                      | Yvonne Hirdman Den röda grevinnan                                                                                         | Jenny Jägerfeld Här ligger jag och blöder                                                      |
| 2011 | Tomas Bannerhed Korparna                                                 | Elisabeth Åsbrink Och i Wienerwald står träden kvar                                                                       | Jessica Schiefauer Pojkarna                                                                    |
| 2012 | Göran Rosenberg Ett kort uppehåll på vägen från Auschwitz                | Ingrid Carlberg „Det står ett rum här och väntar på dig...”: berättelsen om Raul Wallenberg                               | Nina Ulmaja ABC å allt om D                                                                    |
| 2013 | Lena Andersson Egenmäktigt förfarande – en roman om kärlek               | Bea Uusma Expeditionen. Min kärlekshistoria                                                                               | Ellen Karlsson i Eva Lindström Snöret, fågeln och jag (pol. Sznurówka, ptak i ja)              |
| 2014 | Kristina Sandberg Liv till varje pris                                    | Lars Lerin Naturlära | Jakob Wegelius Mördarens apa (pol. Małpa mordercy)                                             |
| 2015 | Jonas Hassen Khemiri Allt jag inte minns                                 | Karin Bojs Min europeiska familj. De senaste 54 000 åren                                                                  | Jessica Schiefauer När hundarna kommer                                                         |
| 2016 | Lina Wolff De polyglotta älskarna                                        | Nina Burton Gutenberggalaxens nova: en essäberättelse om Erasmus av Rotterdam, humanismen och 1500-talets medierevolution | Ann-Helén Laestadius Tio över ett                                                              |
| 2017 | Johannes Anyuru De kommer att drunkna i sina mödrars tårar               | Fatima Bremmer Ett jävla solsken: en biografi om Ester Blenda Nordström                                                   | Sara Lundberg Fågeln i mig flyger vart den vill                                                |
| 2018 | Linnea Axelsson Aednan                                                   | Magnus Västerbro Svälten. Hungeråren som formade Sverige                                                                  | Emma Adbåge Gropen (pol. Dołek)                                                                |
| 2019 | Marit Kapla Osebol                                                       | Patrik Svensson Ålevangeliet. Berättelsen om världens mest gåtfulla fisk                                                  | Oskar Kroon Vänta på vind                                                                      |
| 2020 | Lydia Sandgren Samlade verk                                              | Elin Anna Labba Herrarna satte oss hit. Om tvångsförflyttningarna i Sverige.                                              | Kristina Sigunsdotter, Ester Eriksson Humlan Hanssons hemligheter (pol. Sekrety Humli Hansson) |
| 2021 | Elin Cullhed Eufori. En roman om Sylvia Plath                            | Nils Håkanson Dolda gudar. En bok om allt som inte går förlorat i en översättning.                                        | Johan Rundberg Nattkorpen                                                                      |
| 2022 | Ia Grenberg Detaljerna                                                   | Nina van den Brink Jag har torkat nog många golv                                                                          | Ellen Strömberg Vi ska ju bara cykla förbi                                                     |
| 2023 | Andrev Walden Jävla karlar                                               | Per Svensson Zorn | Oskar Kroon, Hanna Klinthage Vitsippor och pissråttor                                          |